# Abdul Khalili
Abdul Rahman „Abdul“ Khalili (arabisch عبد الرحمن خليلي; * 7. Juni 1992 in Helsingborg) ist ein ehemaliger schwedischer Fußballspieler palästinensischer Abstammung.

## Karriere

### Verein
Khalili entstammt wie sein Cousin Imad der Jugend des Helsingborger Stadtteilvereins Högaborgs BK, bei dem er ab 2008 seine ersten Schritte im Erwachsenenbereich machte. In seinem ersten Jahr noch Ergänzungsspieler beim Viertligisten, gehörte er in der Spielzeit 2009 zu den Stammkräften in der Offensive und erzielte neun Saisontore.
2010 wechselte Khalili zu Helsingborgs IF, wo er in der Spielzeit 2010 zu zwei Kurzeinsätzen in der Allsvenskan kam. Nachdem er in der ersten Jahreshälfte 2011 ohne Spieleinsatz in der Wettkampfmannschaft geblieben war, verlieh ihn der Klub bis zum Jahresende an den Zweitligisten IFK Värnamo in die Superettan. Zwar bestritt er bis zum Saisonende zwölf Ligapartien, stand dabei aber nur in drei Spielen in der Startelf. Auch in den Relegationsspielen um den Klassenerhalt gegen Väsby United trug er jeweils als Einwechselspieler in Hin- und Rückspiel zum Klassenerhalt bei. Zu Beginn des folgenden Jahres verpflichtete ihn der Klub fest. Im Laufe der Zweitliga-Spielzeit 2012 avancierte er zum Stammspieler und erzielte in 16 Spielen vier Tore, dieses Mal stand er in beiden Relegationsspielen gegen Lunds BK in der Startformation. Im Sommer 2013 lief letztlich sein Vertrag aus, den er nicht verlängerte.
Ab Juli 2013 war Khalili zunächst vereinslos. Im Januar schloss er sich seinem ehemaligen Klub Helsingborgs IF an, bei dem er zuvor bereits mittrainiert hatte. Unter Trainer Roar Hansen war er schnell Stammspieler im Mittelfeld und bestritt bis zum Sommer zwölf Ligaspiele. Dabei überzeugte er derart, dass er internationales Interesse weckte und seinem bisherigen Vereinskameraden Loret Sadiku folgend zur Saison 2014/15 zum südtürkischen Vertreter Mersin İdman Yurdu in die türkische Süper Lig wechselte. Dort war er absolut gesetzt und spielte in zwei Jahren 53 Mal, wobei er drei Tore schoss.
Nachdem Mersin İY zum Sommer 2016 den Klassenerhalt in der Süper Lig verfehlt hatte, wechselte Khalili am letzten Tag der Sommertransferperiode 2016 zum Ligarivalen Gençlerbirliği Ankara. Auch hier traf er dreimal in Türkeis erster Liga, wofür er 57 Spiele brauchte. Zum Saisonstart der Süper Lig 2018/19 unterschrieb der Schwede bei Kasimpasa Istanbul einen Dreijahresvertrag, welcher jedoch im Winter 2020 nach eineinhalb Jahren und vier Treffern in 24 Ligapartien aufgelöst wurde.
Daraufhin wechselte er noch rechtzeitig zum coronabedingt verzögerten Saisonstart zurück nach Schweden zu Hammarby IF. In der Saison 2020 kam er in der Allsvenskan auf 27 Einsätze, zwei Tore und vier Vorlagen. Im darauffolgenden Jahr war er viel und oft verletzt, war in insgesamt 18 Partien jedoch an elf Treffern direkt beteiligt. Zudem gewann er mit dem Verein den Pokal und spielte im Finale bis in die Verlängerung.
Nach drei Einsätzen in der Hinrunde der Spielzeit 2022 verließ er den Verein im Juli, bevor er im August des Jahres erneut zu seinem Exverein Helsingborgs IF wechselte. Dort absolvierte er bis zum Ende des Jahres noch zwölf Partien und war Stammspieler.
Nach dem Abstiegs Helsingborgs und seinem endenden Vertrag schloss er sich Olympiakos Nikosia in Zypern an. Hier spielte er elfmal in der Liga, wobei er ein Tor schoss und ebenso mit dem Verein, als Tabellenletzter, abstieg.
Im Anschluss beendete Khalili im Sommer 2023 seine aktive Karriere im Profifußball.

### Nationalmannschaft
Khalili begann seine Nationalmannschaftskarriere 2008 in der schwedischen U-17-Nationalmannschaft, für die er elf Auswahlspiele absolvierte. Es folgten zehn Einsätze für die schwedische U-19-Nationalmannschaft. Ab 2014 begann er für die schwedische U-21-Nationalmannschaft zu spielen. Mit dem Team wurde er 2015 U21-Europameister.
Am 8. September 2015 absolvierte Khalili sein erstes und einziges Länderspiel für die schwedische A-Nationalmannschaft in einem EM-Qualifikationsspiel nach später Einwechslung gegen Österreich.
Zudem gehörte er zum Kader der schwedischen Olympiaauswahl 2016 und bestritt dort alle drei Gruppenspiele, bis zum Ausscheiden der Mannschaft.

## Familie
Khalili hat zwei Cousins, die ebenfalls Profifußballspieler sind. Sein älterer Cousin Imad Khalili absolvierte fast 200 Spiele in der Allsvenskan, teilweise mit Abdul Khalili zusammen, und ist mittlerweile als Co-Trainer bei al-Wasl tätig. Sein jüngerer Cousin Moustafa Zeidan spielte ebenfalls größtenteils in Schweden und ist aktueller palästinensischer Nationalspieler.

## Erfolge
Helsingborgs IF
- Schwedischer Pokalsieger: 2010

Hammarby IF
- Schwedischer Pokalsieger: 2021

Nationalmannschaft
- U-21-Europameister: 2015